# Zidim
Zidim est un village du Cameroun situé dans le département de Mayo-Tsanaga et la Région de l'Extrême-Nord, à proximité de la frontière avec le Nigeria. Il fait partie de la commune de Mokolo et du canton de Mofou-Sud. Zidim est situé à l'ouest du canton de Boula. Les quartiers les plus mouvementés de Zidim sont MBIGA, camp mission et Wouro-Mayo. On y retrouve les Woulmas, les Massoua, les Zdem...

## Géographie
Zidim se situe à 41 km de Mokolo et à 60 km de Maroua, au pied des monts Mandara. 

## Population
En 1966-1967, Zidim comptait 2 747 habitants, principalement Mofu, Peuls et Guiziga.
Lors du troisième recensement général de la population et de l'habitat du Cameroun (2005), 2 597 habitants y ont été dénombrés, dont 1 306 de sexe masculin et 1 291 de sexe féminin.

## Équipements
Un centre de santé est construit en 1961 et érigé en hôpital en 2000. Cet hôpital dessert une population de 34 000 habitants. Il se situe dans le district de santé de Hina.

## Économie
La population de Zidim et ses environs vit de l’agriculture traditionnelle, notamment du mil, et du petit élevage. La pauvreté des sols, les rigueurs climatologiques et la situation économique de la population ont conduit à des périodes de famine, comme en 2013.